# تپلک ابروسفید
تپلک ابروسفید (نام علمی: Scytalopus superciliaris) گونه پرنده از تیرهٔ تپلکان (Rhinocryptidae) است. این گونه در شمال غربی آرژانتین یافت می‌شود.